# Роман I Ростиславич
Роман I Ростиславич је био велики кнез Кијева. Био је син Ростислава I Кијевског.